# Limoges Landouge Foot
Maillots
Le Limoges Landouge Foot est un club de football féminin et masculin français basé à Limoges et fondé en 1965 sous le nom d’Athlétique Club de Landouge. En 2005, pour des raisons d'implication en championnat national, le club a associé son identité à celle de sa ville : Limoges, propriétaire des installations, ce qui a eu pour conséquence, le changement du nom du club qui est passé de l'Athlétique Club de Landouge à celui de Limoges Landouge Foot.

## Histoire
À l'automne 1965, Landouge fête la naissance de son club de foot : l'Athletic Club de Landouge. 
Cette belle aventure a commencé avec une réunion mémorable tenue le 17 octobre 1965 dans une salle d'école ; il en ressort le premier bureau du club avec Messieurs Venton, Dutreix, Chazelas, Roquejoffre, Thomas et Mazaleyrat. 
Dès la saison 1966-1967, une équipe de seniors, comptant nombre de jeunes surclassés, est engagée dans le championnat de 3e division. Bien décidés à tenir, durée et prospérité, une équipe de cadets est créé. Tout en poursuivant brillamment sa carrière de joueur et de capitaine, Michel Giraudon commence celle d'entraîneur. En attendant la réalisation d'un terrain de sport, on se prépare alors de son mieux sur un pré. Lors des déplacements, l'obligation de prendre l'autobus contribue largement à souder le groupe. Les finances sont saines, les résultats encourageants.
Par ailleurs les Limougeaudes font partie des seize équipes qui ont fondé la Division 1 en 1974. Mais après deux saisons au plus haut niveau, le club disparait dans les divisions de la Ligue du Centre-Ouest ne refaisant qu'une brève apparition en Division 2 dans les années 1980. En 2002, le club retrouve un niveau national, puis le club va jouer au « yoyo » entre la Division 2 et la Division 3 avant de retrouver la Division d'Honneur en 2011, à la suite de la suppression de la Division 3.

## Palmarès
Le tableau suivant liste le palmarès du club actualisé à l'issue de la saison 2011-2012 dans les différentes compétitions officielles au niveau national et régional.
| Compétitions nationales                              | Compétitions régionales                         |
| - Championnat de France de D3 (1) - Champion : 2008. | - Coupe du Centre-Ouest (1) - Vainqueur : 2012. |

## Bilan saison par saison
Le tableau suivant retrace le parcours du club depuis la création de la première division en 1974, sous la dénomination d’AC Landouge, puis de Limoges LF.
| Édition   | Division 1   | Division 2             | Division 3                          | Divisions Régionales                   | Coupe de France   |
| 1974-1975 | 3e (Gr. D)   | Championnat inexistant | Championnat inexistant              | -                                      | Coupe inexistante |
| 1975-1976 | Premier Tour | Championnat inexistant | Championnat inexistant              | -                                      | Coupe inexistante |
| 1976-1984 | -            | …                      | Championnat inexistant              | …                                      | Coupe inexistante |
| 1984-1985 | -            | 3e (Gr. D)             | Championnat inexistant              | -                                      | Coupe inexistante |
| 1985-2001 | -            | …                      | Championnat inexistant              | …                                      | Coupe inexistante |
| 2001-2002 | -            | -                      | Championnat inexistant              | 3e (CIR Gr. F)                         | non connu         |
| 2002-2003 | -            | -                      | 2e (Gr. D) 4e (Tournoi Final Gr. A) | -                                      | non connu         |
| 2003-2004 | -            | -                      | 2e (Gr. D) 2e (Tournoi Final Gr. A) | -                                      | non connu         |
| 2004-2005 | -            | 7e (Gr. A)             | -                                   | -                                      | non connu         |
| 2005-2006 | -            | 7e (Gr. B)             | -                                   | -                                      | non connu         |
| 2006-2007 | -            | 9e (Gr. A)             | -                                   | -                                      | 16e de finale     |
| 2007-2008 | -            | -                      | 3e (Gr. B) 1er (Tournoi Final 1)    | -                                      | 2e Tour Fédéral   |
| 2008-2009 | -            | 11e (Gr. A)            | -                                   | -                                      | 2e Tour Fédéral   |
| 2009-2010 | -            | -                      | 3e (Gr. D)                          | -                                      | 2e Tour Fédéral   |
| 2010-2011 | -            | 12e (Gr. B)            | Championnat inexistant              | -                                      | 1er Tour Fédéral  |
| 2011-2012 | -            | -                      | Championnat inexistant              | 2e (Division d'Honneur) 3e (CIR Gr. D) | 32e de finale     |
| 2012-2013 | -            | -                      | Championnat inexistant              |                                        |                   |
| 2013-2014 | -            | -                      | Championnat inexistant              |                                        |                   |